# CGR-Typ C
Das als Typ C bezeichnete Fahrzeug der Cape Government Railways (CGR) war eine schmalspurige Tenderlokomotive mit der Achsfolge B. Sie wurde 1902 für den Bau der Avontuur Railway beschafft.
Erst trug die Lokomotive nur den Namen Midget, später wurde ihr die Nummer NG 41 zugewiesen. Die SAR gab ihr nach 1910 die neue Nummer NG 20. Nach der Fertigstellung der Strecke wurde die Lokomotive hauptsächlich für den Rangierdienst im Bahnhof Humewood Road verwendet, kam aber wegen ihrer Sparsamkeit gegenüber den größeren Typen A und B auch vor leichteren Zügen aus einem oder zwei Wagen zum Einsatz, insbesondere an den Wochenenden. 
Eine Klassenbezeichnung wurde der Lokomotive nicht mehr zugeordnet, denn sie wurde 1921 an die West Rand Consolidated Mines verkauft, lange bevor Klassenbezeichnungen für Schmalspurlokomotiven eingeführt wurden. 
Nach ihrer Außerdienststellung im Jahr 1959 wurde sie eingelagert und kam nach Gründung des Museums der Crown Gold Mine unter dem Namen Taffy zum Museumseinsatz. Sie war bis Mitte der 1980er Jahre betriebsbereit und steht heute als statisches Ausstellungsstück im Freizeitpark Gold Reef City in Johannesburg.

## Technik
Die Lokomotive hat einen außenliegenden Rahmen und außenliegende Zylinder, und die Treib- und Kuppelstangen arbeiten auf Kurbeln. Die oberhalb der Zylinder angeordneten Flachschieber wurden von einer Heusinger-Steuerung bewegt. Die seitlichen Wassertanks nehmen die gesamte Länge zwischen Führerhaus und Rauchkammervorderseite ein. Die Kohlenkästen befinden sich beidseitig des Stehkessels im Führerhaus.
Der vordere Teil des Triebwerks war ursprünglich mit einer Schutzabdeckung versehen, die später entfernt wurde – dies war eine Gemeinsamkeit mit den ebenfalls von Manning Wardle gebauten Lokomotiven Yeo, Exe und Taw der Lynton and Barnstaple Railway.